# Daughters of Reykjavík
Daughters of Reykjavík (fino al 2019 Reykjavíkurdætur) è un gruppo musicale femminile islandese formato a Reykjavík nel 2013.

## Storia
Le Daughters of Reykjavík si sono formate nel 2013 come Reykjavíkurdætur da un'idea di Blær Jóhannsdóttir e Kolfinna Nikulásdóttir, che organizzavano battaglie rap al femminile nella capitale islandese, e hanno mantenuto il nome originale fino a ottobre 2019.
Nel 2014 il gruppo ha registrato Drusla, inno ufficiale dell'annuale SlutWalk islandese. Due anni dopo hanno pubblicato il loro album di debutto, RVK DTR. In occasione degli European Border Breakers Awards del 2019 hanno vinto il Music Moves Europe Talent Award al miglior artista emergente europeo nella categoria hip hop.
Nel 2022 è stato reso noto che l'emittente RÚV ha selezionato le Daughters of Reykjavík fra i dieci partecipanti all'imminente edizione dell'annuale Söngvakeppnin, il programma di selezione del rappresentante islandese all'Eurovision Song Contest, dove hanno presentato l'inedito Tökum af stað (poi proposto in una versione bilingue in inglese e islandese come Turn This Around). Entrambe hanno scalato la Tónlistinn, rispettivamente fino alla 4ª e 7ª posizione. Nella finale della rassegna si sono classificate al 2º posto.

## Formazione
Attuale
- Karítas Óðinsdóttir
- Katrín Helga Andrésdóttir
- Ragnhildur Holm
- Salka Valsdóttir
- Steiney Skúladóttir
- Steinunn Jónsdóttir
- Þórdís Björk Þorfinnsdóttir
- Þura Stína Kristleifsdóttir
- Þuríður Blær Jóhannsdóttir

Precedente
- Anna Tara Andrésdóttir (2013–19)
- Ásthildur Úa Sigurðardóttir (2013–17)
- Bergþóra Einarsdóttir (2013–16)
- Jóhanna Rakel (2013–17)
- Guðbjörg Ríkey (2014–15)
- Kolfinna Nikulásdóttir (2013–19)
- Ragnarök (2015)
- Salka Sól Eyfeld (2013–14)
- Sigurlaug Sara Gunnarsdóttir (2014–17)
- Solveig Pálsdóttir (2013–18)
- Tinna Sverrisdóttir (2013–16)
- Valdís Steinarsdóttir (2013–17)
- Vigdís Ósk Howser (2014–18)

## Discografia

### Album in studio
- 2016 – RVK DTR
- 2018 – Shrimpcocktail
- 2020 – Soft Spot

### EP
- 2015 – Reykjavíkurdætur

### Singoli
- 2015 – Hæpið
- 2017 – Kalla mig hvað?
- 2017 – Reppa heiminn (con Ragga Holm)
- 2017 – Pussy Pics (con Blkprty)
- 2017 – Ef mig langar pað
- 2017 – Hvað er málið
- 2018 – Bossy (feat. Balcony Boyz)
- 2018 – Ekkert drama (feat. Svala Björgvinsdóttir)
- 2019 – Sweets
- 2020 – Fool's Gold
- 2021 – Thirsty Hoes
- 2021 – Hot Milf Summer (con Stepmom)
- 2022 – All Out of Luck
- 2022 – Turn This Around
- 2022 – Sirkús